# Miguel Ángel Ferriz
Miguel Ángel Ferriz (19 de junio de 1950-6 de febrero de 2013) fue un actor mexicano de cine, teatro y televisión. Participó en más de 20 películas, algunas de ellas son: Los indolentes (1978), Lo mejor de Teresa (1976), El tonto que hacía milagros (1982), entre otras. En telenovela destacó en La venganza (1977), El derecho de nacer (1981), En busca del paraíso (1982) y Amores, querer con alevosía (2001), entre otras.
En los escenarios teatrales su trabajo actoral contempla 25 puestas en escena, entre las que se encuentran: El viaje de un largo día hacia la noche de Eugene O’Neill (1977), Encuentra tu camino de John Hopkins (1981), Loco amor de Sam Shepard (1987), Huérfanos y La gaviota, de Antón Chéjov (2003), solo por mencionar algunas.
Fue director del Centro de Educación Artística-Televisa Monterrey (CEAM), fundador del Centro de Formación Actoral de TV Azteca (CEFAC) y maestro de actuación en diversas escuelas.
Ha incursionado en más de 40 programas unitarios y series de televisión; participó como maestro de cine y televisión en el reality show de TV Azteca La Academia.
Ferriz estudió Pedagogía Teatral en el Núcleo de Estudios Teatrales (NET). Ha ofrecido su voz para compartir con el público diversos textos: “Sed”, “En la urbe”, “Los novios”, “La parábola del joven tuerto” y “La tona”, del libro El Diosero y otros cuentos de la autoría de Francisco Rojas González. Miguel Ángel Ferriz falleció tras permanecer internado durante algunos días debido a una neumonía que lo atacó.

## Películas
- Morirse está en hebreo (2007) … Comisario.
- El búfalo de la noche (2007)... Papá de Manuel.
- En el paraíso no existe el dolor (1995) … Marcos.
- Sabor a mí (1988) ... compañero de Álvaro Carrillo
- Siempre en domingo (1984)
- El tonto que hacía milagros (1984) … Mariano Castillo.
- El día que murió Pedro Infante (1984) … Rodolfo Vega.
- Noche de carnaval (1984) … Pepe.
- Preparatoria (1983) … Enrique Cortés.
- Ángela Morante, ¿crimen o suicidio? (1981) … Julio Alcántara.
- Bordello (1981) … Miguel.
- Las mujeres de Jeremías (1981) … Miguel.
- Adriana del Río, actriz (1979) … Manuel.
- Los indolentes (1979) … Rosendo Castrejón Alday.
- Crónica íntima (1979) … Voz.
- Los triunfadores (1978)
- Naufragio (1978) … (sin acreditar)
- La Casta Divina (1977) … Pancho Peón.
- El mar (1977) … Felipe.
- Cuartelazo (1977) … Ricardo.
- Supervivientes de los Andes  (1976)
- Lo mejor de Teresa (1976) … Camerino.
- Chicano (1976)
- El cumpleaños del perro (1975) … Toño.
- El llanto de la tortuga (1975) … Joven en playa.
- Tívoli (1974)

### Telenovelas
- Los Rey (2012-2013) ... Uvaldo San Vicente.
- La loba (2010) ... Alejandro Alcázar.
- Se busca un hombre (2007-2008) ... Alejandro Morán.
- La otra mitad del sol (2005) ... Daniel.
- Agua y aceite (2002) … Luis Vega.
- Amores, querer con alevosía (2001) … Arturo Morales.
- La chacala (1997-1998) … Gustavo.
- Tenías que ser tú  (1992-1993) … Adán Mejía.
- Yo compro esa mujer (1990) … Óscar de Malter.
- Encadenados  (1988-1989) … Eduardo Valdecasas.
- Cautiva  (1986) … Gilberto.
- Abandonada (1985) … Mario Alberto.
- La fiera  (1983-1984) … Rolando Miranda.
- En busca del paraíso (1982-1983) … Alberto.
- Por amor (1982)
- El derecho de nacer (1981-1982) … Osvaldo Martínez.
- Secreto de confesión (1980) … Carlos.
- Añoranza (1979)
- Amor prohibido (1979-1980)
- Una mujer (1978) … Beto.
- La venganza (1977) … José Luis.
- Ana del aire (1974) … Mesero.

### Programas
- A cada quien su santo (2009) Capítulos: “El ocaso de la primavera” y “La reliquia de Santa Cecilia”.
- Lo que callamos las mujeres (2001) Capítulo: “El otro oficio de mamá”… Papá de Roberto.
- La hora marcada (1989) Capítulo: “A veces regresan”…  Juan.

### Cortometraje
- La mujer que llegaba a las seis (1992): Pepe.

### Teatro
- El viaje de un largo día hacia la noche
- Loco amor
- Huérfanos

## Fallecimiento
Tras haber estado internado el 2 de febrero, Miguel Ángel Ferriz falleció el 6 de febrero de 2013, víctima de una neumonía. Patricia Reyes Spíndola fue la primera actriz en notificar:

«Con tristeza profunda les comunico que el maestro, amigo y gran actor Miguel Ángel Ferriz se nos adelantó en el viaje. Adiós, te quiero siempre.»
Patricia Reyes Spíndola, en su cuenta de Twitter.

Pati Chapoy, una periodista de Televisión Azteca, dio su más sentido pésame en internet:

«Qué triste noticia la muerte de Miguel Ángel Ferriz... Te abrazo, amigo»
Pati Chapoy, en su cuenta de Twitter.